# Anna von Braunschweig-Lüneburg

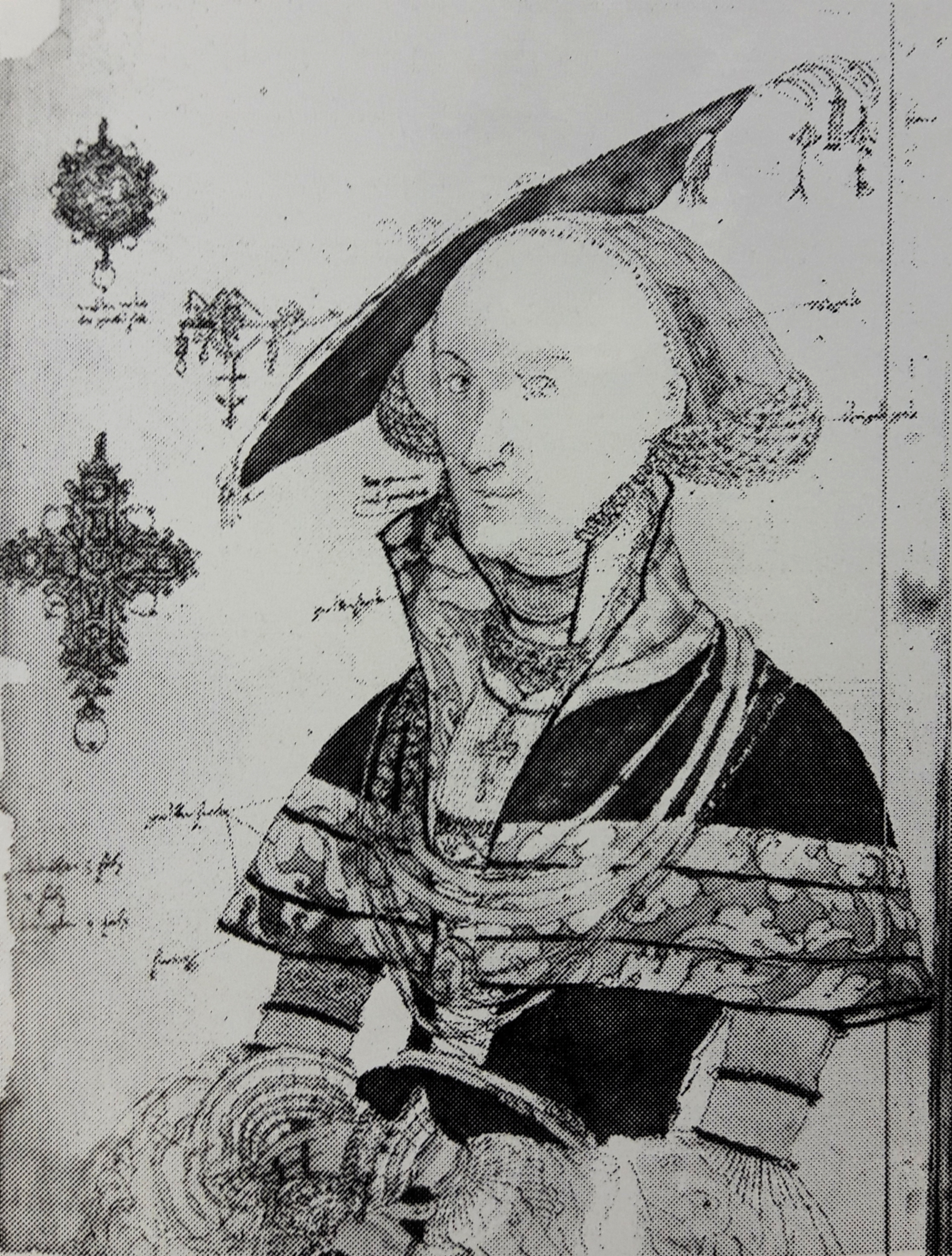
Anna von Braunschweig-Lüneburg (etwa 1545)

Anna von Braunschweig-Lüneburg (* 6. Dezember 1502 in Celle; † 6. November 1568 in Stettin) war eine Prinzessin von Braunschweig-Lüneburg und durch Heirat Herzogin von Pommern.

## Leben
Anna war eine Tochter des Herzogs Heinrich I. von Braunschweig-Lüneburg (1468–1532) aus dessen Ehe mit Margarete (1469–1528), Tochter des Kurfürsten Ernst von Sachsen.
Sie heiratete am 2. Februar 1525 in Stettin Herzog Barnim IX. von Pommern (1501–1573). Aus Anlass der Ehe schloss Barnim mit Annas Vater ein Schutzbündnis. Für ihre Mitgift von 12.000 Gulden wurden Anna Amt und Stadt Stolp als Wittum zugesichert, was 1536 in das Amt Rügenwalde geändert wurde. Herzogin Anna starb vor ihrem Gemahl im Jahre 1568, so dass diese Bestimmungen nicht zur Anwendung kamen. Sie wurde in der Stettiner Ottenkirche beigesetzt. 
Anna gehörte zu den stärksten Gegnern ihres Schwagers Georg, durch den sie Barnim in der Regierung benachteiligt, und durch dessen Eheabsichten mit der Brandenburgerin Margarete sie sich in ihrer Position gefährdet sah. Anna wurde so eine treibende Kraft für die Entzweiung der Brüder und die pommersche Landesteilung 1532.

## Nachkommen
Aus ihrer Ehe hatte Anna folgende Kinder:
- Maria (1527–1554)

⚭ 1544 Graf Otto IV. von Schauenburg-Pinneberg (1517–1576)
- Dorothea (1528–1558)

⚭ 1554 Graf Johann I. von Mansfeld († 1567)
- Alexandra (* 1534; † jung)
- Elisabeth (1537–1554)
- Anna (1531–1592)

⚭ 1. 1557 Fürst Karl von Anhalt (1534–1561)
⚭ 2. 1566 Burggraf Heinrich VI. von Plauen (1536–1572)
⚭ 3. 1576 Graf Jobst II. von Barby-Mühlingen (1544–1609)
- Sibylla (1541–1564)
- Bogislaw (XII.) (um 27. August 1542-vor 15. September 1542)